# Droga wojewódzka nr 504
Droga wojewódzka nr 504 (DW504) – droga wojewódzka w woj. warmińsko-mazurskim o długości 42 km łącząca Elbląg z Braniewem. Droga przebiega przez 3 powiaty: miasto Elbląg, elbląski (gmina Milejewo, gmina Tolkmicko) i braniewski (gmina Frombork, gmina Braniewo, miasto Braniewo). Droga 504 stanowi alternatywne połączenie Elbląga z Braniewem i dalej z Królewcem – w stosunku do oddanej do użytku w 2008 roku szybszej drogi ekspresowej S22 (dawnej Berlinki).

## Miejscowości leżące przy trasie DW504
- Elbląg (DW500)
- Piastowo
- Milejewo
- Zajączkowo
- Huta Żuławska
- Pogrodzie (DW503)
- Narusa
- Frombork (DW505)
- Stępień
- Działy
- Prętki
- Braniewo (DK54)